# Igerøya

Igerøya  est une île de la commune de Vega , en mer de Norvège dans le comté de Nordland en Norvège.

## Description
L'île de 6,6 km2 est située juste au nord-est de l'île de Vega. Les deux îles sont reliées par une série de ponts sur de petites îles. Igerøya est reliée à l'île de Tjøtta (municipalité d'Alstahaug) par une ligne de ferry régulière.Il y a aussi une liaison par ferry vers Ylvingen et Brønnøy. La plupart des habitants de l'île vivent le long du côté est de l'île. 